# Liste der hanseatischen Gesandten in Russland
Dies ist eine Liste der hanseatischen Gesandten in Russland. In ihr werden Gesandte und bevollmächtigte Minister bzw. Ministerresidenten der drei freien Hansestädte Bremen, Hamburg und Lübeck in Russland aufgeführt (ab 1761). Hansische und später hanseatische Sondergesandte im Russischen Reich gab es bereits ab dem 14. Jahrhundert, so die Kreuzküssung Nieburs (1392). Bekannt und gut dokumentiert ist beispielsweise die Gesandtschaftsreise des Lübecker Bürgermeisters Conrad Garmers mit dem Ratsherrn Heinrich Kerkring und dem Ratssekretär Johan Brambach zu Zar Boris Godunow im Jahr 1603. Das Zarenreich war bei den Hansestädten seit 1709 mit einer ständigen Gesandtschaft in Hamburg vertreten.
| Jahre     | Name                        | Lebensdaten    | Anmerkungen                                                                                    | Porträt        |
| 1761–1786 | Johann Nicolaus Willebrandt | * 1730; † 1803 | ab 1786 Bergedorfer Amtsverwalter (Amtmann)                                                    |                |
| 1787–1816 | Johann Georg Wiggers        | * 1749; † 1820 | bis 1787 Professor an der Universität zu Kiel; formal bis 1816 im Amt (praktisch nur bis 1810) |                |
| 1816–1818 | Winkler                     |                |                                                                                                |                |
| 1819–1822 | Karl Sieveking              | * 1787; † 1847 | ab 1831 hamburgischer Gesandter beim Deutschen Bund in Frankfurt am Main                       | Karl Sieveking |
| 1822–1832 | Carl Godeffroy              | * 1787; † 1848 | ab 1840 hamburgischer Gesandter am preußischen Hof in Berlin                                   |                |
| 1828–1835 | Hermann Schröder            | * 1783; † 1865 | Konsul                                                                                         |                |
| 1835–1843 | Constantin Thal             | † 1843         | Konsul                                                                                         |                |

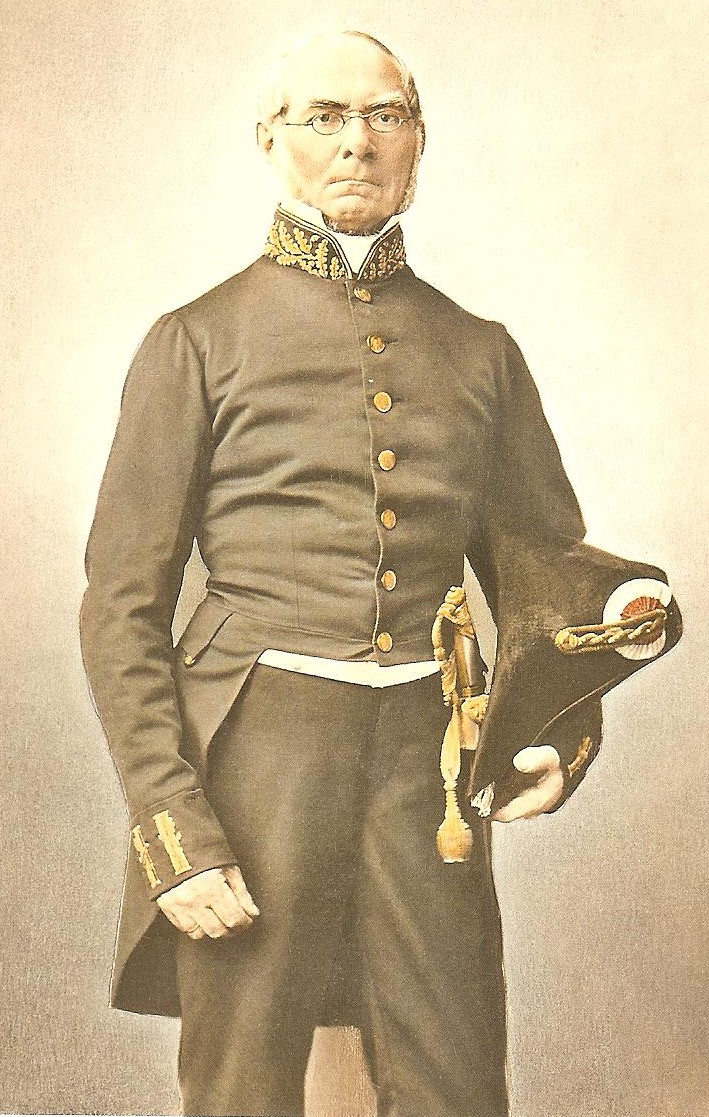
Peter Christoph Friedrich Grevsmühl/Grevesmühl (1806–1888), hanseatischer Konsul in Moskau von 1853–1868

Neben der hanseatischen Gesandtschaft bzw. Residentur in St. Petersburg bestanden auch zeitweilig hanseatische Konsulate in Archangelsk, Kronstadt, Moskau, Odessa, Reval (Tallinn), Riga und Wyborg.